# Jennifer Dressman
Jennifer Dressman (geboren in Australien) ist eine Pharmazeutin und ehemalige Professorin für Pharmazeutische Technologie der Goethe-Universität Frankfurt am Main.

## Beruflicher Werdegang
Jennifer Dressman studierte Pharmazie am Victorian College of Pharmacy (später der Monash University zugeordnet) im australischen Melbourne und erwarb 1976 den Bachelor degree. Darauf begann sie das Masterstudium, folgte aber vor dessen Abschluss einer Einladung an die Universität von Kansas in den USA. Dort promovierte sie 1980 unter der Leitung von Takeru Higuchi. Ab 1980  war sie als leitende Wissenschaftlerin bei Burroughs Wellcome, dann im Team von Interx, einem kleinen „Think-Tank“ von Merck & Co. tätig, bevor sie 1983 im Alter von 27 Jahren und als erste Frau als Assistant Professor an die Fakultät für Pharmazie der Universität von Michigan (USA) wechselte. Dort wurde sie 1989 zum Associate Professor befördert.
1994 zog Dressman nach Deutschland, um die ihr an der Goethe-Universität angebotene Stelle als Professorin für Pharmazeutische Technologie anzutreten. Im Jahr 2021 wurde sie in den Ruhestand verabschiedet.

## Wissenschaftliche Schwerpunkte und Tätigkeiten
Dressmans Forschung befasst sich mit der Vorhersage und Optimierung des In-vivo-Verhaltens von Arzneistoffen nach oraler Verabreichung von Arzneimitteln und Darreichungsformen. Dies geht einher mit der Entwicklung geeigneter In-vitro-Freisetzungstests und der Kombination mit physiologisch basierten pharmakokinetischen Modellen.
Dressman ist Mitautorin von mehr als 300 begutachteten Fachartikeln, Büchern und Patenten und hat über 70 Doktoranden betreut. Darüber hinaus hat sie mit der Weltgesundheitsorganisation (WHO) und der International Pharmaceutical Federation (FIP) an Projekten zur Verbesserung der Qualität von Arzneimitteln weltweit zusammengearbeitet.
Nach ihrem Eintritt in den Ruhestand setzt sie ihre Zusammenarbeit mit dem Fraunhofer-Institut für Translationale Medizin und Pharmakologie, wo sie den Bereich „Wirkstoffformulierung“ leitet, zur Wirkstoffresorption aus oralen Darreichungsformen fort.

## Ehrungen und Auszeichnungen
- 2017 International Woman Scientist of the Year, Academy of Pharmaceutical Science and Technology, Japan (APSTJ)[3]
- 2008 Distinguished Scientist Award of the FIP[4]
- 2010 Bester Artikel im European Journal of Pharmaceutics and Biopharmaceutics (Best paper award EJPB)
- 2003 Phoenix Pharmazie Wissenschaftspreis[5]
- 1987 Ebert Prize[6]